# 영국-폴란드 군사 동맹
영국-폴란드 군사 동맹(폴란드어: Polsko-brytyjski układ sojuszniczy, Anglo-Polish military alliance)은 영국과 폴란드 사이의 군사 동맹으로, 1939년에 영-폴란드 조약으로 공식화되었으며, 1940년과 1944년의 후속 부록이 포함된다. 이는 비밀 의정서에 명시된 대로 나치 독일의 군사적 침공 시 상호 지원을 위한 것이다.

## 배경
영국은 프랑스, 폴란드, 소련과 함께 나치 독일을 봉쇄하기 위한 4자 동맹을 구축하려 했다. 폴란드 외무장관인 유제프 베크는 소련과의 어떤 동맹도 폴란드의 나치 독일 및 소련 양 측과 거리를 두려는 정책과 상충하기 때문에 불안해했다. 그는 또한 독일 포위로 보일 수 있는 4자 동맹에 대한 베를린의 반응을 우려했다. 그러나 베크는 기회를 포착하고 1939년 3월 24일 영국 외무장관인 핼리팩스 경에게 비밀 협의 협정을 제안했다. 핼리팩스 경이 질문했을 때, 주영 폴란드 대사인 에드바르트 베르나르트 라친스키는 베크가 폴란드 공격 시 영국의 지원을 염두에 두고 있었지만, 상호 협정은 아니라고 말했다.

## 영국이 폴란드에 제공한 보증
1939년 3월 31일, 나치 독일의 뮌헨 협정 불복과 체코슬로바키아 점령에 대응하여, 영국은 의회에서 폴란드 독립 보장을 위해 자국과 프랑스의 지원을 약속했다.
...폴란드 독립을 명백히 위협하는 행위가 발생하고 이에 따라 폴란드 정부가 국군(영국군)과 함께 저항해야만 하는 경우, 폐하의 정부는 폴란드 정부에 모든 지원을 제공할 의무가 있음을 밝히는 바입니다. 폴란드 정부엔 이에 대한 확약을 주었습니다.
프랑스 정부도 이 문제에 대해 폐하의 정부와 같은 입장에 서 있음을 분명히 하도록 저에게 권한을 위임했다는 점을 강조하고 싶습니다.

그러나 당시 영국 참모부는 "우리는 육상, 해상 또는 공중으로 직접적인 도움을 줄 수 없었다"고 언급했다.
4월 6일, 폴란드 외무장관이 런던을 방문하는 동안, 협상을 보류하고 이 보증을 영-폴란드 군사 동맹으로 공식화하기로 합의했다. "영-폴란드 공동 성명"의 본문은 두 정부가 "특정 일반 원칙에 대해 완전한 합의"에 이르렀으며 "두 나라는 영구적이고 상호적인 성격의 협정에 착수할 준비가 되어 있다"는 데 동의했다고 명시했다. 1939년 영국 블루북은 공식 협정이 8월 25일까지 서명되지 않았음을 나타낸다.
이 보증은 이탈리아의 알바니아 침공 이후 4월 13일 그리스와 루마니아로 확대되었다.

## 상호 지원 협정
8월 25일, 독일-소련 불가침 조약 체결 이틀 후, 이 조약은 나치 독일과 소련 간의 불가침 조약으로, 중부 및 동유럽을 양국 간에 분할하는 비밀 의정서를 포함하고 있었다. 영국과 폴란드는 상호 지원 협정을 체결했다. 이 협정에는 어느 한 국가가 "유럽 국가"의 공격을 받을 경우 양국 간 상호 군사 지원 약속이 포함되어 있다. 영국은 독일의 팽창주의 경향을 감지하고 이러한 연대 표시를 통해 독일의 침략을 억제하려 했다. 협정의 비밀 의정서에서 영국은 특히 독일에 의한 폴란드 공격 시 지원을 제공하지만, 다른 국가의 공격 시에는 당사국들이 "공동으로 취할 조치에 대해 협의"하도록만 요구된다. 영국과 폴란드 모두 상대방에게 위협이 되는 다른 제3국과의 협정을 체결하지 않기로 약속했다. 협정 서명으로 인해 히틀러는 계획된 폴란드 침공을 8월 26일에서 9월 1일로 연기했다.
8월 25일에서 26일 사이 밤, 지연 사실을 알지 못한 독일 사보타주 부대가 실레시아의 야블룬코프 고개와 모스티 우 야블룬코바 기차역에 공격을 가했다. 8월 26일 아침, 이 부대는 폴란드군에게 격퇴되었다. 독일 측은 이 공격을 "미친 개인에 의해 발생했다"고 설명했다. 이 사건은 폴란드군에게 침공이 임박했음을 경고했고, 폴란드 정부는 조용히 동원 노력을 가속화하기 시작했다. 폴란드 공군은 대부분의 작전 항공기를 보조 비행장으로 분산시켰다. 그 결과, 루프트바페는 전쟁 첫 며칠 동안 대부분 비어 있는 비행장을 폭격했다.

## 실패한 소련-프랑스-영국 동맹
1939년 3월 뮌헨 협정을 위반하고 독일이 프라하를 점령한 후, 영국의 체임벌린 정부는 평화 전선을 위해 소련과 프랑스의 지원을 모색했다. 목표는 폴란드와 루마니아의 독립을 보장함으로써 독일의 추가 침략을 억제하는 것이었다. 그러나 스탈린은 영국과 프랑스가 먼저 소련과 군사 동맹을 체결하지 않으면 보증에 대한 소련의 지원을 약속하기를 거부했다. 비록 영국 내각이 그러한 동맹을 모색하기로 결정했지만, 1939년 8월 모스크바의 서방 협상가들은 긴급함이 부족했다. 협상은 보조 차관과 같은 권한이 거의 없는 외교관인 윌리엄 스트랭에 의해 서투르고 느리게 진행되었다. 또한 폴란드, 루마니아, 핀란드, 발트해 연안 국가와 같은 중부 및 동유럽 국가들은 소련과 적대적인 관계였으며 소련이 그들을 통제하기를 원한다고 예상했다. 비록 히틀러가 위협을 고조시키고 있었지만, 폴란드는 소련군이 결코 떠나지 않을 위험 때문에 국경을 넘는 것을 허용하기를 거부했다.
한편, 영국과 소련 모두 나치 독일과 별도로 비밀 협상에 참여하고 있었다. 기밀 해제된 문서에 따르면 프랑스가 프랑스-소련 상호원조조약 준수에 거의 관심을 보이지 않은 후, 영국은 폴란드-독일 국경에 100만 명의 소련군을 배치하겠다는 소련의 독일 방어 공격 요청에 응답하지 않았다. 그러나 폴란드의 동의 없이는 배치할 수 없었으며, 이는 이루어지지 않았다. 그 후 소련은 전략을 변경하여 나치 독일과 협력하여 중부 및 동유럽에서 영향력 확장에 집중했으며, 이는 결국 독일-소련 불가침 조약 체결과 독일-소련의 폴란드 공동 침공으로 이어졌다.

## 폴란드-영국 해군 협정
베이징 작전 기간 중 1939년 8월 말에 영국으로 보내진 이후, 폴란드 해군은 영국 해역에 머물렀다. 폴란드 침공 이후인 1939년 11월, 폴란드-영국 해군 협정에 따라 폴란드 해군 장병들은 영국제 함선에 탑승하더라도 폴란드 군복을 입고 폴란드인 지휘관의 지휘를 받을 수 있게 되었다. 이 협정은 나중에 1940년 8월 5일에 모든 폴란드 부대를 포함하도록 개정되었다.

## 폴란드 육군 및 공군 관련 영-폴란드 협정
1940년 8월 5일, "폴란드군(육군, 해군, 공군 포함)은 영국 지휘 하에 조직되고 운용되지만" "폴란드 군법 및 징계 규정에 따르고 폴란드 군사 법원에서 재판받는다"는 협정이 체결되었다. 유일한 변경은 1940년 10월 11일에 이루어졌는데, 이때 폴란드 공군은 예외가 되어 영국 징계 및 법률의 적용을 받게 되었다.

## 분석
이 동맹으로 인해 영국은 역사상 처음으로 프랑스나 벨기에 이외의 다른 유럽 국가를 위해 싸우는 데 전념하게 되었다. 히틀러는 당시 단치히 자유시의 할양, 폴란드 회랑을 가로지르는 치외법권 고속도로(Reichsautobahn Berlin-Königsberg), 폴란드 내 독일계 소수 민족에 대한 특권을 요구하고 있었다. 군사 동맹 조건에 따르면, 폴란드와 영국 모두 어떤 영토 침범에 대해 무력으로 반대할지 여부를 자유롭게 결정할 수 있었는데, 이는 협정에 상대방의 영토 보전 방어에 대한 어느 한쪽의 의무를 명시하는 조항이 포함되어 있지 않았기 때문이다. 그러나 독일의 요구를 명확히 언급하며 "경제적 침투"를 통해 어느 한쪽의 독립을 약화시키려는 시도와 "간접적 위협"에 관한 조항은 있었다.
1939년 5월, 폴란드는 1921년 프랑스-폴란드 군사 동맹에 대한 비밀 의정서에 서명했지만, 프랑스는 9월 4일까지 비준되지 않았다.
9월 17일, 소련은 나치 독일과 소련 간의 폴란드 분할을 명시한 독일-소련 불가침 조약의 비밀 의정서에 따라 폴란드 동부 국경을 통해 폴란드를 침공했다. 폴란드-영국 공동 방위 조약에 따르면, 폴란드가 "후자의 침략 결과로 유럽 국가와 적대 행위를 하는 경우" 영국은 폴란드에 "모든 지원과 원조를 제공해야 했다". 런던 주재 폴란드 대사인 에드바르트 베르나르트 라친스키는 영국 외무부에 접촉하여, 폴란드에 대한 "유럽 국가의 침략"과 관련된 협정의 제1조 (b)항이 소련의 침공에도 적용되어야 한다고 지적했다. 핼리팩스 경은 비밀 의정서의 제1항에 따라 영국 정부의 폴란드에 대한 의무는 독일에 한정된다고 답변했다.

## 비판
폴란드 역사가인 파베우 비에초르키에비치(Paweł Wieczorkiewicz)는 "폴란드 지도자는 영국과 프랑스가 전쟁 준비가 되지 않았다는 사실을 알지 못했다. 그들은 제3제국을 따라잡을 시간이 필요했고, 어떤 대가를 치르더라도 그 시간을 얻기로 결심했다"고 썼다. 언론인 스타니스와프 마츠키에비치는 1940년대 후반에 "런던의 보증을 받아들인 것은 폴란드 역사상 가장 비극적인 날 중 하나였다. 그것은 정신 착란이자 광기였다"고 말했다. 영국이 폴란드 지원을 약속한 같은 날, 핼리팩스 경은 "우리는 이 보증이 구속력이 있다고 생각하지 않는다"고 말했다. 또 다른 영국 외교관인 알렉산더 캐도건은 그의 일기에 이렇게 썼다. "당연히 우리의 보증은 폴란드에 어떤 도움도 주지 못한다. 그것은 폴란드에게 잔인한 일이었고, 심지어 냉소적이었다고 말할 수 있다."
영국-폴란드 군사 협상은 런던에서 진행되었지만 실패로 끝났다. 장시간의 회담 끝에 영국은 마지못해 독일이 폴란드에서 그러한 종류의 공격을 수행할 경우 독일 군사 시설을 폭격하겠다고 약속했다. 폴란드 군사 지도자들은 다른 어떤 약속도 얻지 못했다. 동시에 폴란드 측은 군사 차관을 협상했다. 런던 주재 폴란드 대사인 에드바르트 베르나르트 라친스키는 협상을 "끝없는 악몽"이라고 불렀다. 유제프 베크는 회고록에서 "대령 아담 코츠가 런던에서 진행한 협상은 즉시 우리 금융 시스템에 대한 이론적인 논의로 바뀌었다. 존 사이먼 경과 프레더릭 레이스-로스가 상황의 심각성을 깨닫지 못했다는 것은 분명했다. 그들은 전시 동맹의 규칙을 고려하지 않고 순전히 재정적인 용어로 협상했다. 그 결과, 영국 제안은 우리 군대의 신속한 증강을 위한 근거를 전혀 제공하지 못했다"고 썼다.
1939년 8월 2일, 영국은 마침내 폴란드에 800만 파운드의 군사 차관을 제공하기로 합의했는데, 이는 같은 시기에 튀르키예가 받은 것보다 적은 금액이었다. 폴란드는 6,000만 파운드의 차관을 요청했었다.

## 같이 보기
- 국제 관계 (1919년-1939년)
- 1940년 연합군법
- 프랑스-폴란드 군사 동맹
- 서방의 배신

## 참고 문헌
- Agreement of Mutual Assistance Between the United Kingdom and Poland.-London, August 25, 1939.
- [[에드바르트 베르나르트 라친스키|Raczyński, Count Edward]] (1948). 《The British-Polish Alliance; Its Origin and Meaning》. London: Mellville Press. |author-link1= 값 확인 필요 (도움말)
- Piotr Zychowicz, Pakt Ribbentrop - Beck. Dom Wydawniczy Rebis, Poznań 2012. ISBN 978-83-7510-921-4

## 추가 자료
- Anita J. Prazmowska. (1987). Britain, Poland and the Eastern Front, 1939. Cambridge University Press, ISBN 0-521-33148-X
- Władysław W. Kulski. (1976). "The Anglo-Polish Agreement of August 25, 1939: Highlight of My Diplomatic Career," The Polish Review, 21 (1/2): 23–40.